# Draize
Draize ist eine französische Gemeinde mit 90 Einwohnern (Stand: 1. Januar 2022) im Département Ardennes in der Region Grand Est (vor 2016 Champagne-Ardenne). Sie gehört zum Arrondissement Rethel, zum Kanton Signy-l’Abbaye sowie zum Gemeindeverband Crêtes Préardennaises.

## Geographie
Die Gemeinde Draize liegt am gleichnamigen Fluss Draize etwa 20 Kilometer nördlich von Rethel an den südlichen Ausläufern der Ardennen. Umgeben wird Draize von den Nachbargemeinden Signy-l’Abbaye im Norden, Lalobbe im Nordosten, La Neuville-lès-Wasigny im Osten, Wasigny im Südosten, Justine-Herbigny im Süden, Doumely-Bégny im Südwesten, Givron im Westen sowie La Romagne im Nordwesten.

## Bevölkerungsentwicklung
| Jahr                       | 1962 | 1968 | 1975 | 1982 | 1990 | 1999 | 2005 | 2010 | 2019 |
| Einwohner                  | 154  | 149  | 115  | 118  | 117  | 100  | 105  | 102  | 95   |
| Quellen: Cassini und INSEE |      |      |      |      |      |      |      |      |      |

## Sehenswürdigkeiten

Kirche Sainte-Anne

- Kirche Sainte-Anne